# Iglesia de San Antonio y Monasterio de los Dominicos (Druja)
La iglesia de San Antonio fue una iglesia que junto con el anexo monasterio dominico existieron en Druja entre la segunda mitad del siglo XVIII y principios del XX.

## Historia
Fundada en 1706 (según otras fuentes, en 1690) por el subalterno de Braslav P. A. Kachanovsky. Entre 1765 - 1773 según el diseño del arquitecto italiano A. Se construyó un complejo monástico dominicano de piedra en estilo barroco tardío. Estaba formada por la iglesia de San Antonio (consagrado en 1767 por el obispo sufragáneo F. Tawyansky) y el edificio de celdas. El monasterio fue abolido en 1832, en 1839 sus edificios fueron transferidos al departamento ortodoxo, siendo  abandonados a finales del siglo XIX. Tras un desmantelamiento para aprovechar sus materiales, en 1909 fue volada.

## Arquitectura
Era una basílica de tres naves y dos torres, con crucero y presbiterio, rematada por un ábside semicircular. La altura de la iglesia es de 35 m, el ancho de la nave central es de 9,5 m. El crucero y la nave central eran de la misma altura y mucho mayores que las naves laterales, y estaban cubiertos con bóvedas de crucería sobre arcos elásticos. Sobre el crucero hay una cúpula. Las fachadas laterales están articuladas mediante lamas. La fachada principal está decorada con pilastras, cornisas macizas y entablamentos figurados. La decoración del portal de entrada y de los interiores utiliza ornamentación de estilo rococó. En el eje de la entrada principal había una [puerta]] de piedra labrada.

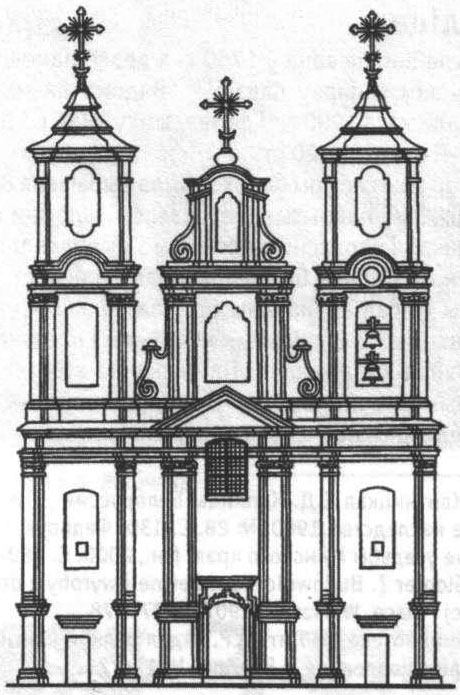
Fachada principal
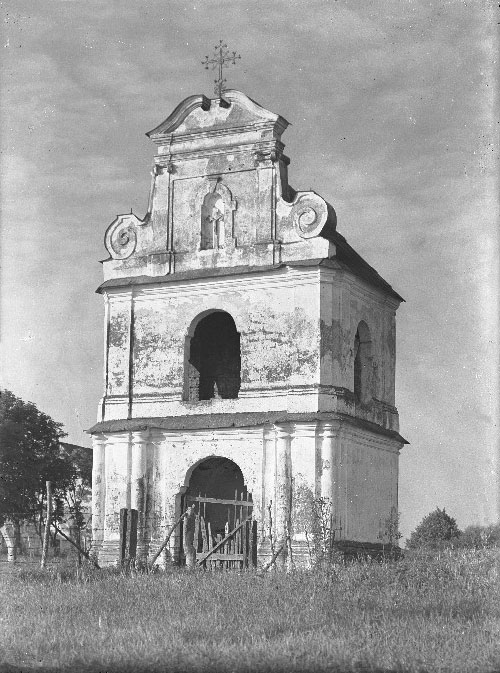
Puerta del campanario

## Literatura
- Архітэктура Беларусі: Энцыклапедычны даведнік / Беларус. Энцыкл.; Рэкал.: А. А. Воінаў і інш. — Мн.: БелЭн, 1993. — 620 с. — 10 000 экз. — ISBN 5-85700-078-5.
- Кулагін А. М. Каталіцкія храмы Беларусі: Энцыкл. даведнік / А. М. Кулагін; фатограф А. Л. Дыбоўскі. — 2-е выд. — Мн.: БелЭн, 2008.— 488 с.: іл. ISBN 978-985-11-0395-5.
- Габрусь Т. В. Мураваныя харалы: Сакральная архітэктура беларускага барока / Т. В. Габрусь. Мн.: Ураджай, 2001.— 287 с.: іл. ISBN 985-04-0499-X, с. 230.
- Ярашэаіч А. А. Друйскі кляштар дамініканцаў // Беларуская энцыклапедыя: У 18 т. Т. 6: Дадаізм — Застава / Рэдкал.: Г. П. Пашкоў і інш. — Мн. : БелЭн, 1998. — Т. 6. — 576 с. — 10 000 экз. — ISBN 985-11-0035-8. — ISBN 985-11-0106-0 (т. 6).

## Campo de golf
- Касцёл святога Антонія і кляштар дамініканцаў (Друя) на сайце Radzima.org